# Fugida a Varennes
La Fugida a Varennes, esdevinguda durant la nit del 20 al 21 de juny de 1791 fou un episodi de la Revolució Francesa en què Lluís XVI i la família reial intentaren fugir, disfressats d'aristòcrates russos. El seu propòsit era arribar al poble fortificat de Montmédy al nord-est de França, un baluard monàrquic des del qual el rei esperava dirigir una contrarevolució; tanmateix, en arribar a Varennes, Lluís XVI i la seva família foren reconeguts, arrestats i obligats a tornar cap a París. D'ençà dels fets de Varennes, l'hostilitat popular contra la Monarquia i contra les persones de Lluís XVI i de Maria Antonieta va anar creixent cada vegada més.

## L'intent de fugida
La indecisió de Lluís XVI davant dels fets de la Revolució havia estat una de les causes que el 6 d'octubre de 1789 s'hagués obligat la família reial a traslladar-se des del Palau de Versalles al Palau de les Teuleries a París, després que s'hagués organitzat una marxa sobre Versalles. D'ençà d'aleshores, Lluís XVI havia quedat com emocionalment paralitzat, i començà a permetre a Maria Antonieta la presa de decisions polítiques importants. Així, el rei va accedir a intentar la fugida seguint el consell de la reina.
El dia 20 de juny de 1791 cap al vespre, sortí de París un carruatge on hi viatjaven la Marquesa de Tourzel, institutriu del Delfí, la qual tenia l'encàrrec de fer-se passar per una baronessa russa, acompanyada per Elisabet, germana del rei, Maria Antonieta i Lluís XVI mateix, disfressats de criats, i els infants reials, a qui es feia passar per fills de la baronessa russa. La fugida l'havia planejada durant força temps el comte Axel von Fersen i el Baró de Breteuil. A causa de tota una sèrie d'errors, la comitiva fou aturada quan Lluís XVI fou reconegut a Varennes, un poble controlat pels revolucionaris, no gaire lluny de Montmédy. Sempre s'ha dit que el rei fou identificat perquè el seu retrat apareixia a les monedes, però la veracitat d'aquest fet no és pas segura.

## Conseqüències
Quan la família reial va tornar custodiada a París, les masses revolucionàries van rebre el carruatge amb un silenci hostil. Lluís XVI i la seva família foren posats sota arrest domiciliari a les Teuleries. A partir d'aleshores, va créixer el sentiment republicà a França, ja que el rei havia perdut tota credibilitat com a monarca constitucional.
D'ençà de la tardor de 1791, Lluís XVI va confiar la seva salvació en la intervenció estrangera. Al mateix temps, va encoratjar la facció dels girondins de l'Assemblea Legislativa a arribar a la guerra contra Àustria esperant que una desfeta militar francesa dugués a la restauració de la seva autoritat reial. Influït per Maria Antonieta, el rei va rebutjar el consell dels constitucionalistes moderats, dirigits per Antoine Barnave, d'aplicar la constitució francesa, promulgada el 1791, que el sobirà havia jurat mantenir, en comptes d'atiar la contrarevolució de sotamà.